# Karl Schnabel
Karl Schnabel, nemški politik, * 14. marec 1938, Dortmund, Nemčija, † 26. februar 2017, Marburg.
Kot član Socialdemokratske stranke Nemčije (SPD) je bil dolgoletni predstavnik stranke v raznih lokalnih političnih telesih v zvezni deželi Hessen, med drugim najprej mestni svetnik Marburga in med 1974 ter 1991 član okrožnega sveta Marburg-Biedenkopf. Znan je tudi po humanitarnem delu; v letih 1996–2011 je bil predsednik nemškega Rdečega križa in aktiven član več drugih humanitarnih organizacij.
Schabel je bil tudi predsednik Hessensko-slovenskega društva.

## Odlikovanja in nagrade
Leta 1996 je prejel častni znak svobode Republike Slovenije z naslednjo utemeljitvijo: »za zasluge in osebni prispevek k razvoju kulturnega, humanitarnega, naravovarstvenega in drugega pomembnega sodelovanja med Zvezno republiko Nemčijo in Republiko Slovenijo, posebej v času njenega osamosvajanja«.